# 石牆圖書獎
石牆圖書獎（Stonewall Book Award），美國圖書館學會的一項關於LGBT（女同性戀Lesbians、男同性戀Gays、雙性戀Bisexuals與跨性別者Transgender）的圖書獎。

## 名稱
這個獎項在1971年第一次頒發時，被稱為男同性戀圖書獎（Gay Book Award），後來獎項名稱經過幾次更改：
- 1987年 - 1989年：男同性戀與女同性戀圖書獎（Gay and Lesbian Book Award），
- 1994年 - 1998年：男同性戀、女同性戀與雙性戀圖書獎（Gay, Lesbian, and Bisexual Book Award）
- 1999年 - 2001年：男同性戀、女同性戀、雙性戀與跨性別者圖書獎（Gay, Lesbian, Bisexual, and Transgendered Book Award）

2002年，這個獎項被定名為「石牆圖書獎」，以紀念1969年的石牆事件。

## 外部連結
- 美國圖書館學會網站 （页面存档备份，存于）
- 石牆圖書獎歷年得獎名單 （页面存档备份，存于）